# Xã Locke, Quận Crawford, Arkansas
Xã Locke (tiếng Anh: Locke Township) là một xã thuộc quận Crawford, tiểu bang Arkansas, Hoa Kỳ. Năm 2010, dân số của xã này là 285 người.